# Magnus Constans Pontin
Magnus Constans Pontin, född 11 mars 1726 i Törnevalla församling, Östergötlands län, död 2 mars 1797 i Torpa församling, Östergötlands län, var en svensk präst och riksdagsman.

## Biografi
Magnus Constans Pontin föddes 1726 i Törnevalla församling. Han var son till kyrkoherden David Pontin och Christina Collin. Pontin blev 1744 student vid Uppsala universitet och 1749 student vid Kungliga Akademien i Åbo. Han avlade filosofie magisterexamen där 1751 och prästvigdes 4 augusti 1754. År 1754 blev han skvadronspredikant vid Smålands kavalleriregemente och 1760 regementspastor vid samma regemente. Pontin blev 1775 kyrkoherde i Askeryds församling och 14 januari 1783 kyrkoherde i Torpa församling, tillträde 1783. Han avled 1797 i Torpa församling.
Pontin var opponent vid prästmötet 1767 och utnämndes till prost 14 oktober 1778. Han var riksdagsman vid riksdagen 1778.

## Familj
Pontin gifte sig 12 oktober 1758 med Maria Magdalena Meurling (1742–1826). Hon var dotter till prosten Pehr Meurling och Johanna Westius i Kristdala församling. 
De fick tillsammans barnen: 
1. Kristina Rebecka Pontin (född 1760) som var gift med prosten P. Holmberger i Norra Vi församling
2. prosten Per David Pontin (1761–1825) i Torpa församling
3. Johanna Elisabet Pontin (född 1762) som var gift med kyrkoherden J. Reuselius i Gärdserums församling
4. Hedvig Charlotta Pontin (1764–1849) som var gift med bruksinspektorn Jonas Löfström i åtvidaberg
5. Ulrika Pontin (född 1767) som var gift med prosten J. Engstrand i Gladhammars församling
6. Anna Magdalena Pontin (1769–1854) som var gift med kaptenen Jonas Segersteen vid Kalmar regemente och kontraktsprosten P. Valbom i Södra Vi församling
7. Greta Maria Pontin (1773–1856) som var gift med överstelöjtnanten Fredrik Axel Dandenell vid Kalmar regemente
8. Klara Gustafva Pontin (född 1775) som var gift med prosten Neuwijk i Vena församling
9. Karin Fredrika Pontin (född 1778) som var gift med kontraktsprosten F. Lundvall i Mörlunda församling
10. läkaren Magnus Martin af Pontin (1781–1858).[2]